# Droit de régale
La régale, ou droit de régale (en latin : regalia jura), est l'ensemble des droits que le roi de France avait sur les diocèses catholiques qui temporairement n'avaient pas d'évêque titulaire.  
On distinguait la régale temporelle, qui donnait au roi les revenus de l'évêché, et la régale spirituelle, qui permettait au roi de pourvoir pendant la vacance aux bénéfices qui étaient à la collation de l'évêque. 

## Présentation
Le droit de régale fut la cause de deux conflits entre la papauté et les rois de France :
- aux XIIIe et XIVe siècles, surtout entre le roi Philippe IV le Bel et le pape Boniface VIII
- entre le roi Louis XIV et le pape Innocent XI : voir l'Affaire de la régale.

L'évêque d'Auxerre Guillaume de Seignelay (1207 – 1219) obtient de Philippe Auguste la suppression des régales pour son diocèse.